# 間性人

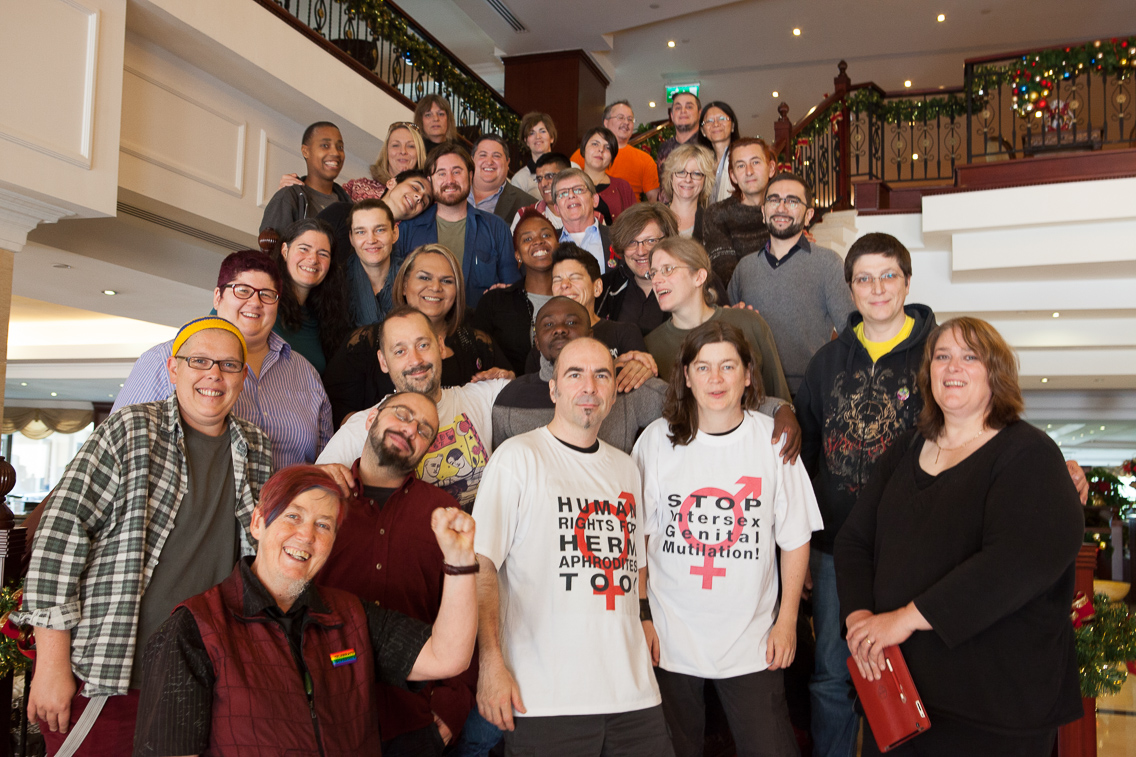
2013年12月在馬耳他舉行的第三屆國際雙性人士論壇的參與者。

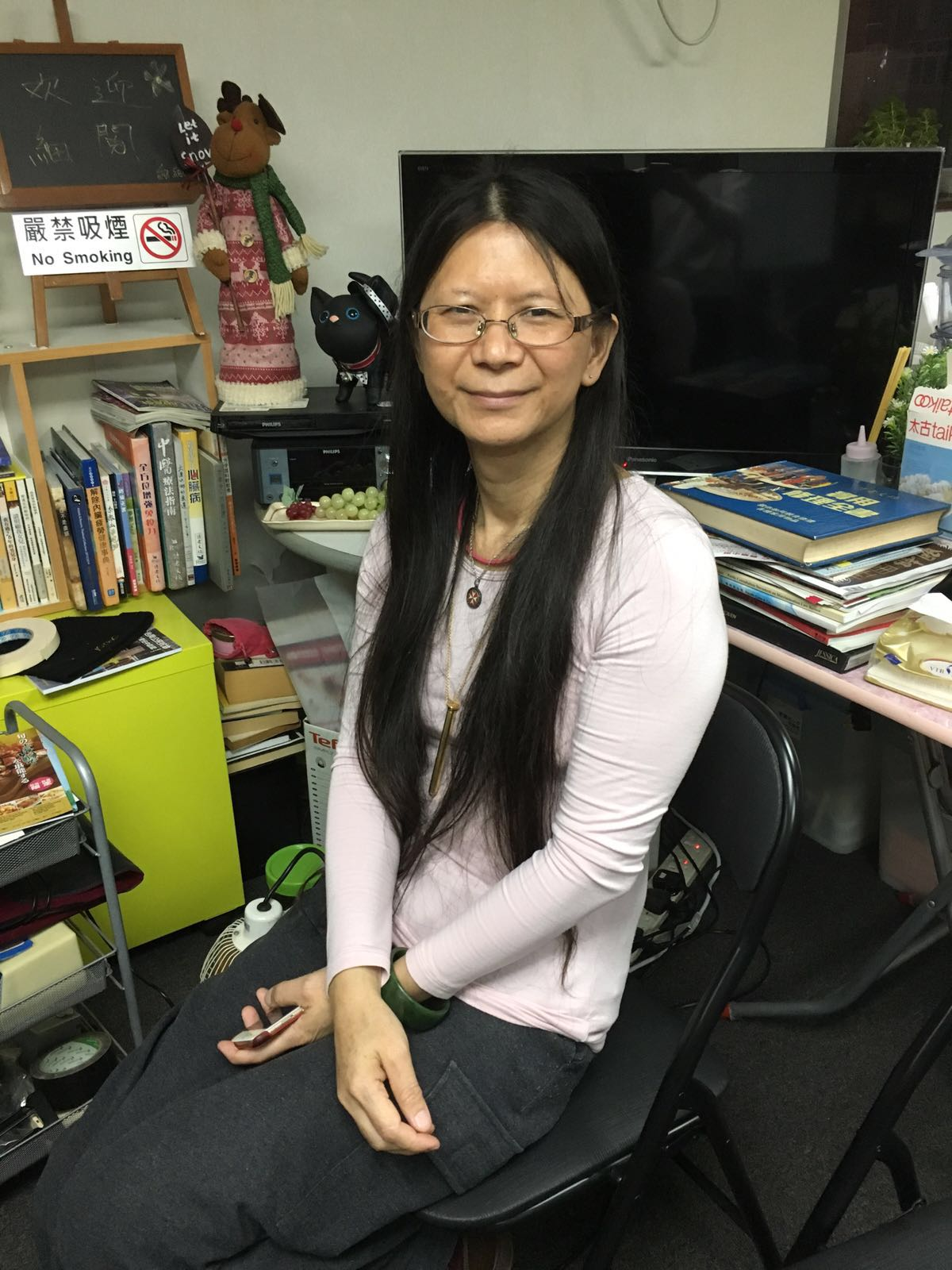
香港間性人士細細老師

間性人（英語：Intersex），或稱雙性人、陰陽人，是指具有某些性別特徵（包括染色體、生殖腺、性激素或生殖器）變異的人，这些特征根据聯合國人權事務高級專員辦事處的定义，「不符合男性或女性身體的典型二元概念」。

## 背景
新生儿的性别判定通常根据其外生殖器的特征。具有模糊生殖器的新生儿比例约为1:4500至1:2000（即0.02%至0.05%）。其他情况则涉及染色體、生殖腺、性激素的非典型发育。有些人可能在出生时被指定为女孩或男孩并以此性别被抚养长大，但在生命的某个阶段认同为另一性别；大多数人则继续认同与其指定性别一致的身份。根据不同机构和定义，间性出生率的报告数据各不相同。Anne Fausto-Sterling及其合著者声称，人类中「非二元性发育」的普遍率可能高达1.7%。然而，Leonard Sax在一篇回应文章中指出，这一统计数字包含了诸如迟发性先天性腎上腺增生症和克氏综合征等情况，而这些通常并不被大多数临床医生视为间性。他认为，「如果间性一词要保留其意义，则应将其限制用于染色体性别与表型性别不一致或表型无法归类为男性或女性的情况」，并指出间性的普遍率约为0.018%（每5500例出生中有一例），比Fausto-Sterling的估计低约100倍。
間性者以前被称为雙性人和雌雄同體。在19世纪和20世纪，医学界社群的一些成员设计了新的术语，以试图对他们观察到的特征进行分类。这是创建間性者分类系統的首次尝试。間性者被分為真性雌雄同體、女性假性雌雄同體和男性假性雌雄同體。这些术语已不再使用：特別是雌雄同體一词被认为是具有误导性的，污名化和非科學的。在生物學上，雌雄同體現在被定義為「同時具有雄性和雌性生殖器官的动植物」。在1917年，遗传学家理查德·戈德施密特提出了間性者一詞代表性別上的各種變異。自从2006年以来，在临床环境中一直使用性別發育多樣性一詞，從這種轉變開始，該術語一直引起争议。

間性者从出生开始或在青春期等发育阶段因发现间性別特徵而遭遇污名化和歧視。他们可能面临被杀害、遗弃或来自家庭的污名化。全球范围内，一些间性婴儿和儿童（例如那些具有模糊外生殖器的婴儿）可能会通过手术或激素干预被改变以符合社会更易接受的性別特徵。但是，這样的行为存有爭議，沒有確鑿的證據證明这种醫療方式的可行性。此类治疗可能涉及绝育。成年人（包括精英女性运动员）也曾成为此类治疗的对象。越来越多的情况下，这些问题被视为人权侵犯，国际和国家人权与伦理机构对此发表了声明。間性者组织也曾发布声明，谴责侵犯人权的行为，包括2013年第三屆國際雙性人士論壇发表的马耳他宣言。2011年，克里斯蒂安娜·福林成为已知首位因未经同意的手术干预成功提起损害赔偿诉讼的間性者。2015年4月，馬耳他成为第一个禁止未经本人同意就改变性别解剖结构（包括間性者）的医疗干预的国家。

## 分類
間性可以再區分為雌雄同體（同時有睪丸和卵巢）和假雌雄同體，後者再進一步區分為女性假雌雄同體（有卵巢）和男性假雌雄同體（有睪丸）。

### 雌雄同體
人類性別的分化決定於性染色體、性荷尔蒙、生殖細胞及生殖管的分化，這個分化過程發生於早期胚胎 6 至 12 週，當此一複雜的分化過程發生障礙，就有可能出現生殖細胞及生殖器官的各種異常發育，例如同時擁有兩性生殖細胞（睪丸及卵巢）即稱為真性陰陽人。

外生殖器多为性别不明，也可能表现为女性（表现为女性的真性間性者在ACG里也被称为扶他那裡），也可能表现为男性，而第二性征的发育往往随占优势的激素而定。如体内雌激素占优势，第二性征就倾向于女性。如雄激素占优势，第二性征就倾向于男性。这种人外阴的尿道上方有一较小的阴茎，下方又有两片分开的大阴唇，在两片大阴唇之间有一小的开口似乎是阴道口，而实际上是排尿的地方。这种真两性人会同时出现男女两种特征，乳房丰满，阴茎可以勃起，有时会遗精，不长鬍鬚。如果作为女性，阴道往往浅而小，同时子宫往往很小，因此一般没有生育能力。報導宣稱陰陽人生育的案例實際為誤傳，該報導說的是「變性人」是原本性別為女性的生育案例，即是原本生理性別為女性停止服用荷爾蒙恢復原來的女性體質之後藉由他方提供精子，本身沒有經過變性手術還保留女性的子宮和卵巢，才能生育成功。
「假两性畸形」与「真两性畸形」不同之处在于：假性間性者体内实际只有一种性腺，或者是男性性腺，或者是女性性腺。具有男性性腺者，其外生殖器的外观是女性別特徵；具有女性性腺者，其外生殖器的外观却是男性別特徵。因而出现貌似女性，实为男性，或貌似男性，实为女性的假两性畸形人。
true hermaphroditism即雌雄同體，這稱謂在2006年就已經過時了，許多醫療組織和許多倡導團體認為「真正的雌雄同體」一詞具有極大的誤導性，因為雌雄同體是指同時產生精子和卵子的物種，這在人類中是不可能的。
由於人類在胚胎第7週，生殖腺才有性別的形態學變化，第9週，才能從外生殖器辨認性別。
男性的性器官和女性性器官，所以，真性陰陽人通常不具有生育能力，但身體狀況是健康的，因為全身主要器官並不受生殖細胞或生殖器官的異常發育所影響。
。

#### 嵌合體現象
嵌合體現象可能是真性間性者的一個解釋。根據《新英格蘭醫學期刊》（vol 338, p 166）報導，英國有發現擁有陰莖，一個睾丸，一個卵巢與輸卵管的新生兒。此個體一部分細胞是XY染色體，一部分是XX。推測可能是兩個不同胚胎在發育中嵌合成一個。

### 假雌雄同體
又稱假性，可進一步分为「女性假两性畸形」和「男性假两性畸形」兩種。

#### 女性
「女性假两性畸形」是在同一个人的体内，其生殖腺是女性卵巢，但外生殖器卻像是有著男性的性徵。此類的患者阴蒂與正常女性相較是呈特別肥大，嚴重者會易使人誤認為是阴茎，並且大阴唇會左右连合，若有患者在卵巢發育位置生長於接近外阴部，導致外觀鼓脹而狀似阴囊，易使人將與连合的大阴唇看成是阴囊一部分，其中有的患者是没有睾丸。此類的患者，出生則具有狀似男性生殖器，若無專業的醫療人員進一步發現診斷，易被父母視為男孩来抚养，其發育隨時間增長，生理表徵逐漸出現喉结、胡须，嚴重者則呈外觀與其它正常男性無異，因此被周围人们误为男性。
因为胎儿性别为女性，而想要扭转胎儿性别，有个别孕妇会服用"转胎丸"。有些"转胎丸"含有甲基睾丸素，如果孕妇服用则可能会导致胎儿阴蒂肥大，易被误认为阴茎，严重的会导致流产。受以上影响的胎儿青春期往往出现女性的性征，女性生殖器官发育不全而没有生殖能力。他们还可能要接受性别矫正治疗。

#### 男性
「男性假两性畸形」，是在同一个人的体内，其生殖腺是睾丸，但外生殖器却象女性的外阴。此類的患者因阴茎發育不良，較與正常男性相較呈現明顯的萎缩，犹如女性的阴蒂，又因尿道下裂，造成外觀似女性的阴道口，有的患者在阴囊的發育上是外觀不明顯，若隐匿于体内則為隱睾症，但有的患者則是阴囊形若女性的大阴唇，因兩顆阴囊並未连合且發育萎縮所致。此類的患者出生後，由于外生殖器呈女性的性征，若無專業的醫療人員進一步發現診斷，易被父母視為女孩来抚养，其發育隨時間增長，在青春期之後，因患者的發育狀況不同而各自有不同生理現象。有的患者是阴茎能够勃起，并具有射精能力，而有的患者則是聲音如似女性，也没有喉结、胡须。通常此類的患者自小視己為女性而生活，在青春期或結婚後，為了追查自己為何沒有月經而求診於婦產科，因此從染色體檢驗之下，患者才被發現其性徵屬於男性。

## 体育运动

### 运动员
有些國際運動賽事要求運動員作性別鑒定。最早期，是要求運動員在專家前赤身裸體。不久，這種方法改為抽取口腔細胞，以巴爾體（惰性X染色體）的存在與否來判定。1992年冬季奧運會起，国际奥委会改為用聚合酶鏈鎖反應，測試一種與Y染色體有關的基因SRY。在500至600位運動員中，約有1位會呈陽性反應。國際田徑聯合會和國際奧委會分別在1991年和1999年決定不再進行性別鑒定。性別鑒定有種種爭議：
- 基因性別並不等於生物性別——有男性基因者，體能未必是男性方向發展。
- 準確度成疑：有人體內可能先天擁有多種染色體，例如部分細胞為XY，部分細胞為XX。
- 歧視：只有女性運動員要接受測試。若該運動員不能通過測試，該測試結果會因此公開。

### 個案
- 1948年生的奧地利人Erik Schinegger（原名Erika）1966年是世界公認的女子滑雪冠軍，直到1967年驗出他的染色體是雄性。
- 1932年奧運會女子100米金牌得主波蘭人斯坦尼斯瓦娃·瓦拉谢维奇，死後發現她有45X0/46XY型（英语：45,X/46,XY mosaicism）性染色体嵌合（多数细胞有X、Y染色体各一条，少数细胞只有一条X染色体）。
- 1960年代，苏联运动员塔玛拉·普雷斯（1939－2021）和伊琳娜·普雷斯（1937－2004）姐妹多次创造世界紀錄，在引入性別鑒定制度的1966年欧锦赛开始前退役，引发对兩人性別的质疑。
- 2006年亞洲運動會女子800米銀牌得主印度人松達拉賈恩(Santhi Soundarajan)，因不能通過性別鑒定而被取消獎牌。[46]

## 參看
- XY性腺發育不全

## 外部連結
- 國際陰陽人組織(國際中文版) （页面存档备份，存于）